# Мовілень (Васлуй)
Мовілень, Мовілені (рум. Movileni) — село у повіті Васлуй в Румунії. Входить до складу комуни Короєшть.
Село розташоване на відстані 231 км на північний схід від Бухареста, 44 км на південь від Васлуя, 98 км на південь від Ясс, 102 км на північний захід від Галаца.

## Населення
За даними перепису населення 2002 року у селі проживали 244 особи, усі — румуни. Усі жителі села рідною мовою назвали румунську.